# Verticordiidae
De Verticordiidae is een familie van tweekleppigen uit de orde Anomalodesmata.

## Geslachten
- Halicardia Dall, 1895
- Haliris Dall, 1886
- Kurinuia Marwick, 1942 †
- Laevicordia Seguenza, 1876
- Pecchiolia Savi & Meneghini, 1850 †
- Simplicicordia Kuroda & Habe, in Kuroda, Habe & Oyama, 1971
- Spinosipella Iredale, 1930
- Trigonulina d'Orbigny, 1842
- Vertambitus Iredale, 1930
- Verticordia J. de C. Sowerby, 1844
- Vertisphaera Iredale, 1930